# Kaknäs IP
Kaknäs Idrottsplats ligger vid Kaknäsvägen 30 i stadsdelen Ladugårdsgärdet, Stockholm. Kaknäs är träningsanläggning för Djurgårdens IF Fotboll sedan 1991. 
Idrottsplatsen delas även med Sjöfartsklubbens fritidsanläggning. På området finns också ett av Stockholms stads utegym. Under sommaren 2013 byttes underlaget på 11-mannaplanen till konstgräs i och med Djurgården Fotbolls flytt till Tele2 Arena. 

## Evenemang
Djurgårdens supportergruppering Järnkaminerna brukar anordna Kaknäscupen varje år i området. Dessutom brukar Djurgården fotboll bjuda in till DIF-dagen, där man visar runt hur träningsanläggningen ser ut och låter barnen få spela fotboll på fotbollsplanen och ha andra aktiviteter på området.